# 格魯吉亞—波蘭關係
格魯吉亞—波蘭關係是指格魯吉亞與波蘭之間的外交關係。兩國於1992年4月28日建交，格魯吉亞在華沙設有大使館，波蘭則在第比利斯設有大使館。兩國都是歐洲委員會的正式成員。

## 歷史
兩國之間有記載的關係可以追溯到15世紀，當時格魯吉亞（卡特里安）國王康斯坦丁向波蘭國王亞歷山大·雅蓋隆派遣了一個外交使團。後來，波蘭國王扬三世·索别斯基試圖與格魯吉亞建立聯繫。許多格魯吉亞人參加了17世紀由波蘭領導的軍事行動。
在1920年格魯吉亞獨立的短暫時期，波蘭和格魯吉亞建立了良好的關係並簽署了短暫的格魯吉亞－波蘭聯盟。
在2008年南奧塞提亞戰爭中，波蘭堅決支持格魯吉亞。時任波蘭總統萊赫·卡欽斯基與其他東歐國家領導人一起飛往第比利斯，反對俄羅斯的軍事集結和隨後的軍事衝突。
2017年12月，格魯吉亞與波蘭簽署戰略合作協議。

## 外部連結
- 格魯吉亞駐華沙大使館
- 波蘭駐第比利斯大使館